# Bañado de Medina

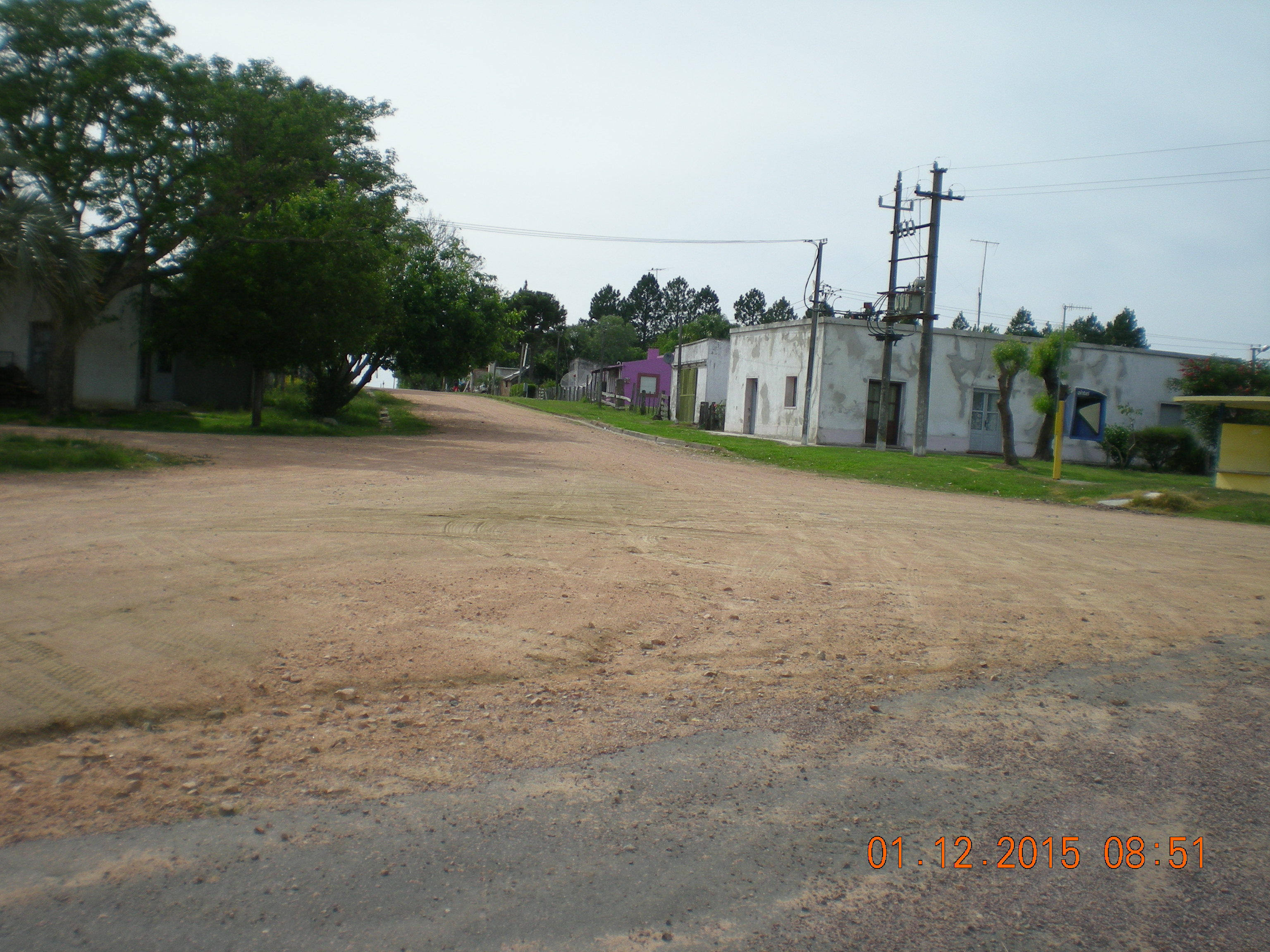
Imatge de l'entrada de Bañado de Medina.

Bañado de Medina és un poblat de l'Uruguai, ubicat al centre del departament de Cerro Largo. Té una població aproximada de 100 habitants, segons les dades del cens del 2004.
Es troba a 96 metres sobre el nivell del mar.